# Disseny de circuits integrats

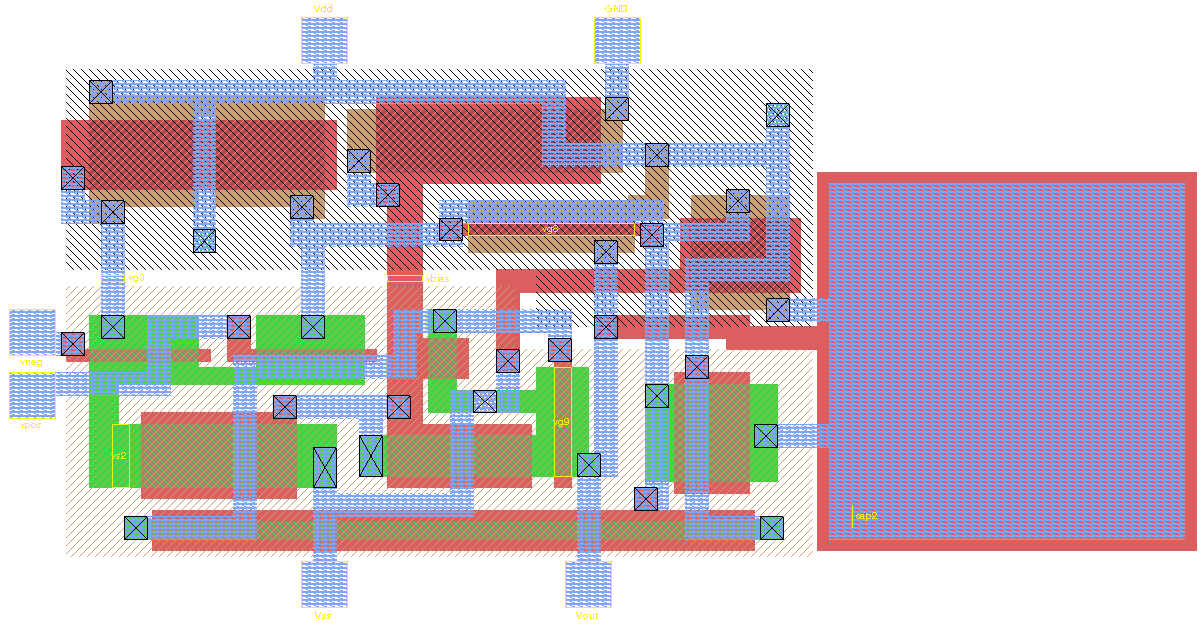
Vista de disseny d'un simple amplificador operacional CMOS (les entrades estan a l'esquerra i el condensador de compensació a la dreta). La capa metàl·lica és de color blau, verd i marró són Si dopats amb N i P, el polisilici és vermell i les vies són creus.

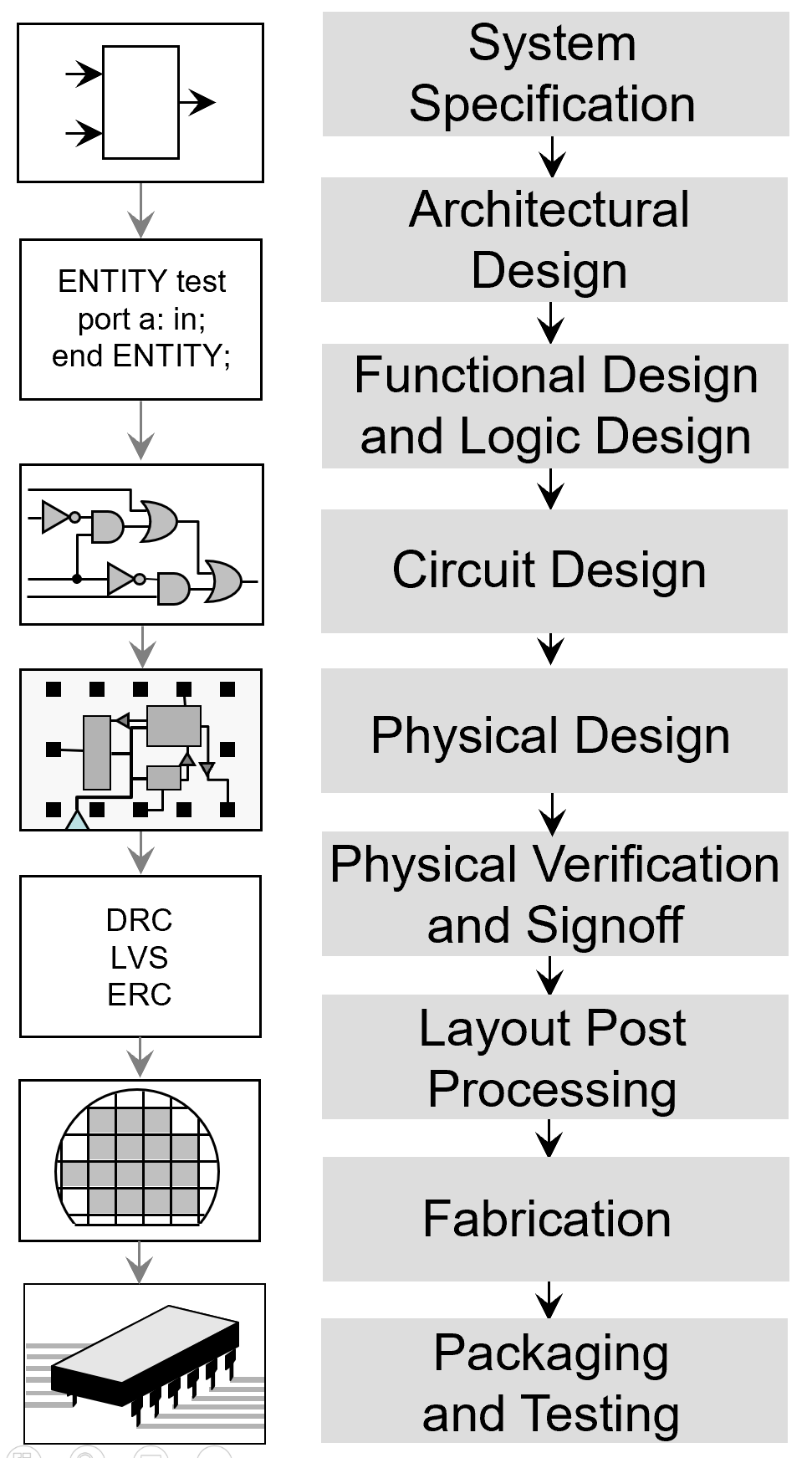
Passos principals en el flux de disseny de CI.

El disseny de circuits integrats és un subcamp de l'enginyeria electrònica, que abasta les tècniques de disseny de circuits necessàries per arribar a fabricar circuits integrats o ICs. Els CI consisteixen en components electrònics miniaturitzats integrats en una xarxa elèctrica sobre un substrat semiconductor monolític mitjançant fotolitografia.
El disseny d'IC es pot dividir en les àmplies categories de disseny d'IC digital i analògic. El disseny d'IC digital és produir components com ara microprocessadors, FPGA, memòries (RAM, ROM i flaix) i ASIC digitals. El disseny digital se centra en la correcció lògica, la maximització de la densitat del circuit i la col·locació de circuits de manera que els senyals de rellotge i temporització s'encaminen de manera eficient. El disseny de circuits integrats analògics també té especialitzacions en disseny de circuits integrats de potència i disseny de circuits integrats de RF. El disseny d'IC analògic s'utilitza en el disseny d'amplificadors operacionals, reguladors lineals, bucles de bloqueig de fase, oscil·ladors i filtres actius. El disseny analògic es preocupa més per la física dels dispositius semiconductors com ara el guany, la concordança, la dissipació de potència i la resistència. La fidelitat de l'amplificació i el filtratge del senyal analògic sol ser fonamental i, com a resultat, els circuits integrats analògics utilitzen dispositius actius d'àrea més gran que els dissenys digitals i solen ser menys densos en circuits.
Els circuits integrats moderns són enormement complicats. Un xip d'ordinador d'escriptori mitjà, a partir del 2015, té més de mil milions de transistors. Les regles del que es pot i no es pot fabricar també són extremadament complexes. Els processos de CI comuns del 2015 tenen més de 500 regles. A més, com que el procés de fabricació en si no és completament previsible, els dissenyadors han de tenir en compte la seva naturalesa estadística. La complexitat del disseny modern d'IC, així com la pressió del mercat per produir dissenys ràpidament, ha portat a l'ús extensiu d'eines de disseny automatitzats en el procés de disseny d'IC. En resum, el disseny d'un IC utilitzant el programari EDA és el disseny, prova i verificació de les instruccions que l'IC ha de dur a terme.
El disseny de circuits integrats implica la creació de components electrònics, com ara transistors, resistències, condensadors i la interconnexió d'aquests components en una peça de semiconductor, normalment silici. És necessari un mètode per aïllar els components individuals formats al substrat, ja que el silici del substrat és conductor i sovint forma una regió activa dels components individuals. Els dos mètodes comuns són l'aïllament de la unió pn i l'aïllament dielèctric. S'ha de prestar atenció a la dissipació de potència dels transistors i les resistències d'interconnexió i a la densitat de corrent de la interconnexió, els contactes i les vies, ja que els circuits integrats contenen dispositius molt petits en comparació amb components discrets, on aquestes preocupacions són menys importants. L'electromigració a la interconnexió metàl·lica i els danys per ESD als components petits també són preocupants. Finalment, la disposició física de determinats subblocs de circuit és típicament crítica, per tal d'aconseguir la velocitat d'operació desitjada, per segregar les parts sorolloses d'un IC de les parts tranquil·les, per equilibrar els efectes de la generació de calor a través del IC, o per facilitar la col·locació.de connexions a circuits fora del CI.
Un cicle de disseny d'IC típic inclou diversos passos:
1. Especificació del sistema:
  1. Estudi de viabilitat i estimació de la mida de la matriu
  2. Anàlisi de la funció
2. Disseny arquitectònic o a nivell de sistema
3. Disseny lògic:
  1. Disseny analògic, simulació i maquetació
  2. Disseny i simulació digital
  3. Simulació, emulació i verificació del sistema
4. Disseny de circuits:
  1. Síntesi de disseny digital
  2. Disseny per a la generació de patrons de prova i de prova automàtica
  3. Disseny per a la fabricabilitat (IC)
5. Disseny físic:
  1. Planificació de la planta
  2. Lloc i ruta
  3. Extracció de paràsits
6. Verificació física i signatura:
  1. Temporització estàtica
  2. Co-simulació i temporització
7. Preparació de dades de màscara (postprocessament de disseny):
  1. Acabat de xip amb cinta fora
  2. Disposició de la retícula
  3. Preparació de maquetació a màscara
8. Fabricació d'oblies.
9. Encapsulat dels circuits integrats.
10. Prova de l'oblia matriu:
  1. Validació i integració posterior al silici
  2. Caracterització del dispositiu
  3. Ajusteu (si cal)
11. Desplegament de xip:
  1. Generació de fulls de dades (normalment un fitxer de format de document portàtil (PDF))
  2. Augmenta
  3. Producció
  4. Anàlisi de rendiment/Anàlisi de garantia Fiabilitat (semiconductor)
  5. Anàlisi de fallades en qualsevol devolució
  6. Planifiqueu el xip de la propera generació utilitzant informació de producció si és possible